# El Mahdi Bellaaroussi
El Mahdi Bellaaroussi (arab. المهدي بلعروسي, ur. 25 grudnia 1989 w Ain Jemaa) – marokański piłkarz grający na pozycji środkowego obrońcy w Rai Beni Mellal. Młodzieżowy reprezentant kraju.

## Kariera

### Kariera klubowa
El Mahdi Bellaaroussi zaczynał karierę w CODM Meknès. Swój pierwszy mecz rozegrał w tym klubie 24 sierpnia 2011 roku, kiedy jego zespół zremisował 1:1 u siebie z Olympique Khouribga. Łącznie w zespole z Meknesu El Mahdi Bellaaroussi rozegrał 7 meczów.
7 września 2012 roku został zawodnikiem Maghrebu Fez. Zadebiutował tam 15 września 2012 roku również w meczu przeciwko Olympique Khouribga, zremisowanym 2:2. Pierwszą bramkę El Mahdi Bellaaroussi strzelił 1 grudnia 2012 roku w starciu przeciwko Wydadowi Fez, zremisowanym 1:1. El Mahdi Bellaaroussi strzelił wtedy gola na 1:1 w 14. minucie meczu. Pierwszą asystę zaliczył również w spotkaniu przeciwko Wydadowi Fez. Mecz odbył się 13 kwietnia 2013 roku, a drużyna El Mahdiego Bellaaroussiego wygrała 2:1. El Mahdi Bellaaroussi asystował przy bramce strzelonej w 77. minucie, ustalającej wynik spotkania. Łącznie w zespole z Fezu El Mahdi Bellaaroussi rozegrał 70 meczów, strzelił 3 gole i zanotował 2 asysty.
10 stycznia 2016 roku, podczas zimowego okienka transferowego, El Mahdi Bellaaroussi został zawodnikiem Difaâ El Jadida. W tym zespole zadebiutował 13 lutego 2016 roku w meczu przeciwko KACowi Kénitra, przegranym 0:1. Łącznie w tym klubie rozegrał 21 meczów.
22 stycznia 2018 roku przeniósł się do Moghrebu Tétouan. W zespole z Tetuanu zadebiutował 11 lutego 2018 roku w meczu przeciwko OC Safi, zremisowanym bezbramkowo. 3 marca 2018 roku zanotował swoją pierwszą asystę podczas meczu z Rapide Oued Zem, wygranym 1:0. El Mahdi Bellaaroussi asystował przy bramce strzelonej w 91. minucie. Pierwszą bramkę strzelił 2 grudnia 2018 roku w meczu przeciwko Wydadowi Casablanca, zremisowanym 1:1. El Mahdi Bellaaroussi strzelił wtedy gola w 34. minucie i otworzył wynik spotkania. Łącznie w Tetuanie El Mahdi Bellaaroussi rozegrał 43 mecze (40 ligowych), strzelił 4 gole i zanotował 1 asystę.
5 lutego 2021 roku został zawodnikiem Renaissance Zemamra. Zadebiutował tam 19 lutego 2021 roku, wchodząc z ławki na 51. minut starcia z Wydadem Casablanca, przegranym 1:2. Pierwszego gola strzelił 20 maja 2021 roku w meczu przeciwko FARowi Rabat, przegranym 2:1. Do siatki trafił w 75. minucie. Łącznie El Mahdi Bellaaroussi rozegrał w zespole z Zamamiry 2 mecze.
17 stycznia 2022 roku trafił do Rai Beni Mellal.

### Kariera reprezentacyjna
Podczas Mistrzostw Afryki U-23 w piłce nożnej 2011 El Mahdi Bellaaroussi rozegrał 2 mecze, w półfinale i finale. W obu wchodził z ławki rezerwowych. Był także w kadrze na Letnie Igrzyska Olimpijskie 2012, ale nie rozegrał na nich żadnego meczu.